# Oppenweher Moor
Das Oppenweher Moor, auch Stemmer Moor, ist ein Hochmoor im Naturraum Diepholzer Moorniederung. Es umfasst eine Gesamtgröße von rund 870 ha und liegt in Niedersachsen und im nordöstlichen Teil von Nordrhein-Westfalen. Es zählt zu den bedeutendsten Moorbildungen Nordwest-Deutschlands und wird zu den zehn wichtigsten Feuchtwiesenschutzgebieten in Nordrhein-Westfalen gerechnet. Es ist ein Teil des Naturparks Dümmer.

## Lage
Das Gebiet befindet sich im Norden des Ortsteils Oppenwehe der Gemeinde Stemwede im ostwestfälischen Kreis Minden-Lübbecke und im Süden des Landkreises Diepholz. Auf niedersächsischer Seite bildet es auf einer Fläche von 380 ha das Naturschutzgebiet Oppenweher Moor mit dem amtlichen Kennzeichen NSG HA 043. Auf nordrhein-westfälischer Seite besteht das ca. 492 ha große Naturschutzgebiet Oppenweher Moorlandschaft mit der Kennung MI-001, welches auf die Zusammenlegung der ehemaligen Naturschutzgebiete Oppenweher Moor und Am Oppenweher Moor zurückgeht. Eigentümer der meisten Flächen ist der Kreis Minden-Lübbecke, der die Grundstücke mit Unterstützung des Landes Nordrhein-Westfalen aufgekauft hat.

## Beschreibung
Vor der Unterschutzstellung wurde im Moor teils großflächig Torfabbau im bäuerlichen Handtorfstichverfahren betrieben. Ein industrieller Abbau fand zu keiner Zeit statt.
Trotz der ehemaligen Entwässerung und Torfstich bietet der Moorkörper einer großen Anzahl gefährdeter Pflanzen- und Tierarten eine Lebensgrundlage. Wichtige Pflanzen im Oppenweher Moor sind unter anderem die Torfmoose, das Wollgras und die Glockenheide. Die Torfmoose sind für das Wachstum des Moores verantwortlich und die wichtigsten Pflanzen des Hochmoores. Sie können mehr als das zwanzigfache ihres Gewichtes an Wasser speichern. Ihre unteren Teile sterben ab und werden zu Torf. Die Mächtigkeit der Torfe im Oppenweher Moor beträgt bis zu 170 cm. Bekannteste und auffälligste Pflanze ist das Wollgras. Im Frühjahr verwandeln die Wollgräser große Teile des Hochmoores in ein weißes Meer. Die Glockenheide ist ein typisches Heidekrautgewächs der Hochmoore. Sie bevorzugt nasse Standorte und blüht im Sommer. Auf den wiedervernässten Hochmoorflächen gedeihen zudem moortypische Arten wie die Rosmarinheide, der Rundblättrige Sonnentau, die Schwarze Krähenbeere und die Gewöhnliche Moosbeere.

## Infopavillon und Wanderwege
Fünf Rundwanderwege durchziehen das Naturschutzgebiet und ermöglichen dem Besucher, seltene Tiere und Pflanzen zu beobachten. Ein Vogelbeobachtungsturm im Süden des Moores bietet überdies einen weiten Blick in das Zentrum des Gebietes hinein. In dem Infopavillon „Moorblick“ wird die Geschichte des Moores und Interessantes über dessen Entstehung und Bedeutung dargestellt.

## Zusammenhang mit anderen Schutzgebieten
Das Oppenweher Moor ist ebenfalls als EU-Vogelschutzgebiet „Oppenweher Moor“ sowie als FFH-Gebiet mit einer Fläche von 380 ha in Niedersachsen (FHH- und VSG-Kennung DE-3416-302) und von ca. 471 ha in Nordrhein-Westfalen (FHH-Kennung DE-3417-301, VSG-Kennung DE-3417-471) ausgewiesen, welches zahlreichen gefährdeten Wiesenvogelarten als Refugium dient. Bedeutsam sind zum Beispiel die Brutvorkommen der Bekassine und des Schwarzkehlchens. Das Moor ist ebenfalls ein wichtiger Rastplatz für Vögel auf dem Durchzug, wie unter anderem für Kraniche. In der Zugzeit beträgt der Rastbestand des Kranichs mehrere Tausend Tiere.